# Берні Жоффріон
Берні Жоффріон (фр. Bernie Geoffrion, 14 лютого 1931, Монреаль — 11 березня 2006 Атланта) — канадський хокеїст, що грав на позиції крайнього нападника. Згодом — хокейний тренер.
Член Зали слави хокею з 1972 року. Володар Кубка Стенлі. Провів понад тисячу матчів у Національній хокейній лізі.

## Ігрова кар'єра
Хокейну кар'єру розпочав 1950 року.
Протягом професійної клубної ігрової кар'єри, що тривала 19 років, захищав кольори команд «Монреаль Канадієнс» та  «Нью-Йорк Рейнджерс».
Загалом провів 1015 матчів у НХЛ, включаючи 132 гри плей-оф Кубка Стенлі.

## Тренерська робота
1968 року розпочав тренерську роботу в НХЛ. Працював з командами НХЛ: «Нью-Йорк Рейнджерс», «Атланта Флеймс» та «Монреаль Канадієнс».

## Нагороди та досягнення
- Пам'ятний трофей Колдера — 1952.
- Учасник матчу усіх зірок НХЛ — 1952, 1953, 1954, 1955, 1956, 1958, 1959, 1960, 1961, 1962, 1963.
- Друга команда всіх зірок НХЛ — 1955, 1960.
- Трофей Арта Росса — 1955, 1961.
- Володар Кубка Стенлі в складі «Монреаль Канадієнс» — 1953, 1956, 1957, 1958, 1959, 1960.
- Пам'ятний трофей Гарта — 1961.
- Перша команда всіх зірок НХЛ — 1961.

## Статистика
| Сезон        | Клуб                        | Ліга         | Регулярний сезон | Регулярний сезон | Регулярний сезон | Регулярний сезон | Регулярний сезон | Плей-оф | Плей-оф | Плей-оф | Плей-оф | Плей-оф |
| Сезон        | Клуб                        | Ліга         | І                | Г                | П                | О                | ШХ               | І       | Г       | П       | О       | ШХ      |
| ------------ | --------------------------- | ------------ | ---------------- | ---------------- | ---------------- | ---------------- | ---------------- | ------- | ------- | ------- | ------- | ------- |
| 1946–47      | «Монреаль Конкордія Ківікс» | КМХЛ         | 26               | 7                | 8                | 15               | 6                | —       | —       | —       | —       | —       |
| 1947–48      | «Лаваль Націонале»          | КМХЛ         | 29               | 20               | 15               | 35               | 49               | 11      | 7       | 5       | 12      | 11      |
| 1947–48      | «Лаваль Націонале»          | МК           | —                | —                | —                | —                | —                | 8       | 3       | 2       | 5       | 11      |
| 1948–49      | «Лаваль Націонале»          | КМХЛ         | 42               | 41               | 35               | 76               | 49               | 9       | 3       | 6       | 9       | 22      |
| 1949–50      | «Лаваль Націонале»          | КМХЛ         | 34               | 52               | 34               | 86               | 77               | 3       | 6       | 0       | 6       | 8       |
| 1949–50      | «Монреаль Роялс»            | QSHL         | 1                | 0                | 0                | 0                | 0                | —       | —       | —       | —       | —       |
| 1950–51      | «Монреаль Націонале»        | КМХЛ         | 36               | 54               | 44               | 98               | 80               | —       | —       | —       | —       | —       |
| 1950–51      | «Монреаль Канадієнс»        | НХЛ          | 18               | 8                | 6                | 14               | 9                | 11      | 1       | 1       | 2       | 6       |
| 1951–52      | «Монреаль Канадієнс»        | НХЛ          | 67               | 30               | 24               | 54               | 66               | 11      | 3       | 1       | 4       | 6       |
| 1952–53      | «Монреаль Канадієнс»*       | НХЛ          | 65               | 22               | 17               | 39               | 37               | 12      | 6       | 4       | 10      | 12      |
| 1953–54      | «Монреаль Канадієнс»        | НХЛ          | 54               | 29               | 25               | 54               | 87               | 11      | 6       | 5       | 11      | 18      |
| 1954–55      | «Монреаль Канадієнс»        | НХЛ          | 70               | 38               | 37               | 75               | 57               | 12      | 8       | 5       | 13      | 8       |
| 1955–56      | «Монреаль Канадієнс»*       | НХЛ          | 59               | 29               | 33               | 62               | 66               | 10      | 5       | 9       | 14      | 6       |
| 1956–57      | «Монреаль Канадієнс»*       | НХЛ          | 41               | 19               | 21               | 40               | 18               | 10      | 11      | 7       | 18      | 2       |
| 1957–58      | «Монреаль Канадієнс»*       | НХЛ          | 42               | 27               | 23               | 50               | 51               | 10      | 6       | 5       | 11      | 2       |
| 1958–59      | «Монреаль Канадієнс»*       | НХЛ          | 59               | 22               | 44               | 66               | 30               | 11      | 5       | 8       | 13      | 10      |
| 1959–60      | «Монреаль Канадієнс»*       | НХЛ          | 59               | 30               | 41               | 71               | 36               | 8       | 2       | 10      | 12      | 4       |
| 1960–61      | «Монреаль Канадієнс»        | НХЛ          | 64               | 50               | 45               | 95               | 29               | 4       | 2       | 1       | 3       | 0       |
| 1961–62      | «Монреаль Канадієнс»        | НХЛ          | 62               | 23               | 36               | 59               | 36               | 5       | 0       | 1       | 1       | 6       |
| 1962–63      | «Монреаль Канадієнс»        | НХЛ          | 51               | 23               | 18               | 41               | 73               | 5       | 0       | 1       | 1       | 4       |
| 1963–64      | «Монреаль Канадієнс»        | НХЛ          | 55               | 21               | 18               | 39               | 41               | 7       | 1       | 1       | 2       | 4       |
| 1966–67      | «Нью-Йорк Рейнджерс»        | НХЛ          | 58               | 17               | 25               | 42               | 42               | 4       | 2       | 0       | 2       | 0       |
| 1967–68      | «Нью-Йорк Рейнджерс»        | НХЛ          | 59               | 5                | 16               | 21               | 11               | 1       | 0       | 1       | 1       | 0       |
| Усього в НХЛ | Усього в НХЛ                | Усього в НХЛ | 883              | 393              | 429              | 822              | 689              | 132     | 58      | 60      | 118     | 88      |

- Володар Кубка Стенлі.

## Тренерська статистика
| Команда | Сезон   | Регулярний сезон | Регулярний сезон | Регулярний сезон | Регулярний сезон | Регулярний сезон | Регулярний сезон | Плей-оф                   |
| Команда | Сезон   | І                | В                | П                | Н                | О                | Результат        |                           |
| ------- | ------- | ---------------- | ---------------- | ---------------- | ---------------- | ---------------- | ---------------- | ------------------------- |
| НЙР     | 1968–69 | 43               | 22               | 18               | 3                | (47)             | 3-є на Сході     | Пішов у відставку         |
| АТЛ     | 1972–73 | 78               | 25               | 38               | 15               | 65               | 7-е на Заході    | не вийшли                 |
| АТЛ     | 1973–74 | 78               | 30               | 34               | 14               | 74               | 4-е на Заході    | програш в 1/4 фіналу      |
| АТЛ     | 1974–75 | 52               | 20               | 22               | 10               | (54              | 4-е на Заході    | Звільнений по ходу сезону |
| МОН     | 1979–80 | 30               | 15               | 9                | 6                | (36)             | 1-е в ДН         | Пішов у відставку         |
| Усього  | Усього  | 281              | 114              | 119              | 48               |                  |                  |                           |